# ولادیمیر تاراسف
ولادیمیر ایلیچ تاراسف (روسی: Владимир Ильич Тарасов؛ زادهٔ ۷ فوریهٔ ۱۹۳۹) کارگردان پویانمایی و اَنیماتور است. وی در سال ۱۹۸۹ برندهٔ هنرمند شایسته فدراسیون روسیه شد.
از فیلم‌ها یا مجموعه‌های تلویزیونی که وی در آن‌ها نقش داشته است، می‌توان به خرگوش بلا و گرگ ناقلا اشاره نمود.